# رمزی هلث‌کر
رمزی هلث‌کر (انگلیسی: Ramsay Health Care) شرکت مراقبت سلامت استرالیایی است، که در سال ۱۹۶۴ تأسیس شد.